# EC 1.16
La EC 1.16 è una sottoclasse della classificazione EC relativa agli enzimi. Si tratta di una sottoclasse delle ossidoreduttasi che include enzimi che ossidano ioni metallici.

## Sotto-sottoclassi
Esistono tre ulteriori sotto-sottoclassi:
- EC 1.16.1: con NAD o NADP come accettore di elettroni;
- EC 1.16.3: con ossigeno come accettore;
- EC 1.16.8: con flavina come accettore.